# پیتون ارنست

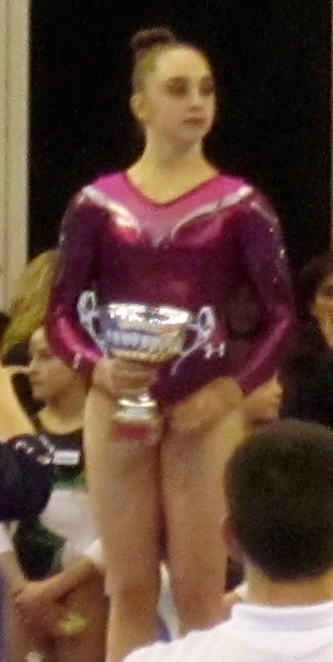
پیتون ارنست در سال ۲۰۱۴

پیتون ارنست (به انگلیسی: Peyton Ernst) ژیمناست زادهٔ ۲۷ ژانویهٔ ۱۹۹۷ میلادی اهل کشور ایالات متحده آمریکا است.